# Eagle Premier
Eagle Premier — седан представницького класу, розроблений American Motors Corporation під час її співпраці з Renault в 1980-х роках. Корпорація Chrysler придбала права на Premier разом з пакетом акцій, купленим у Renault в 1987 році, і розпочала продаж автомобіля під маркою Eagle. Автомобіль проводився з вересня 1987 по грудень 1991 років. З 1990 по 1992 роки також продавався як Dodge Monaco.

## Опис

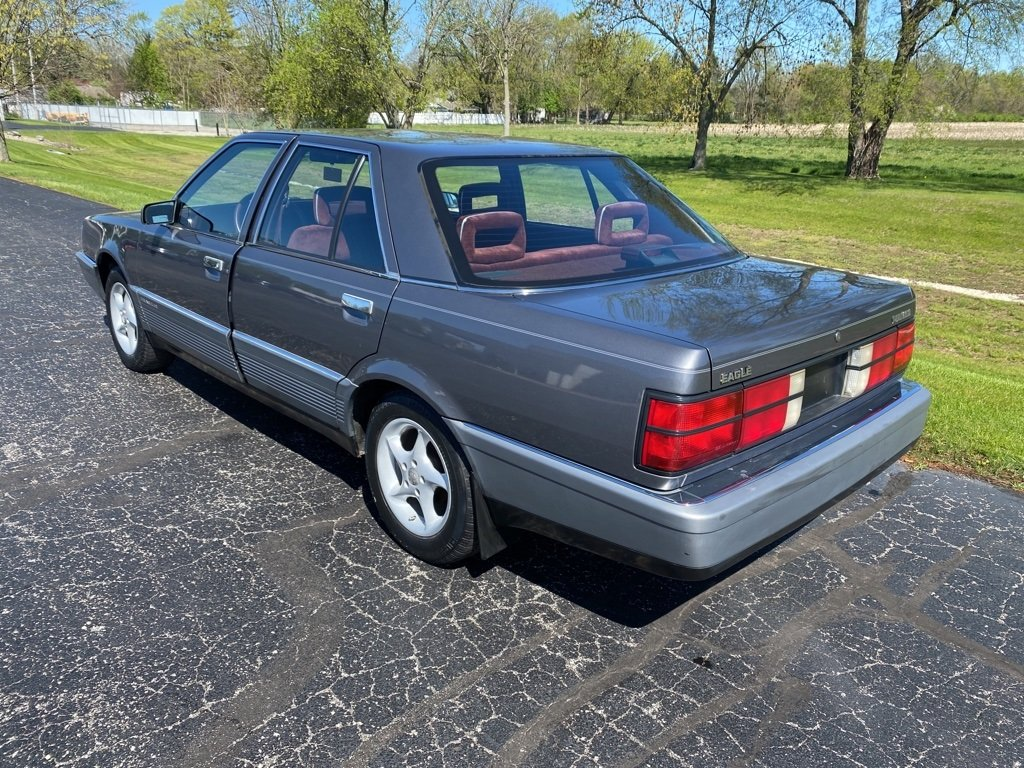

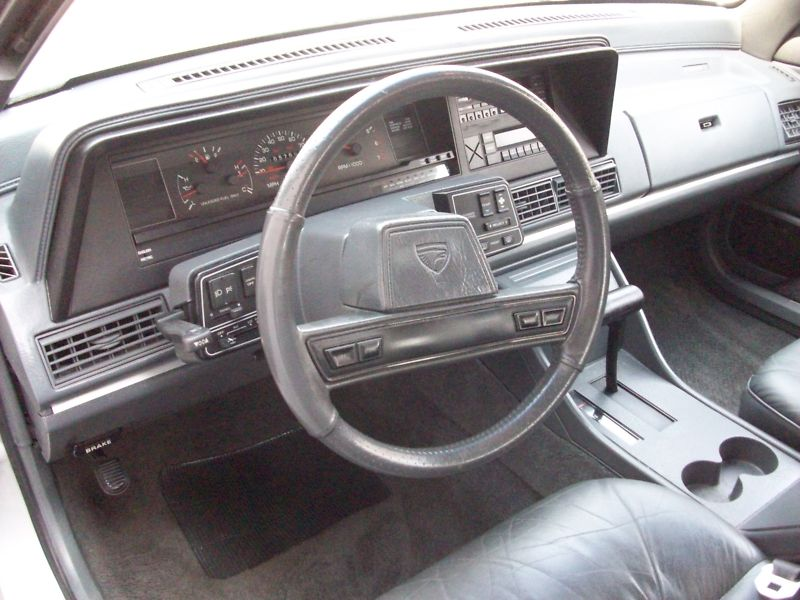

У 1982 році American Motors і Renault, мажоритарний акціонер AMC з 1979 р, почали спільну роботу зі створення повнорозмірного передньопривідного пасажирського автомобіля. Розробка отримала назву X-58, роботи передбачалося завершити до кінця 1986 року. Попутно розроблялося двомісне купе X-59, що передбачалося до випуску в 1988 році. Ці два проекти були першими повнорозмірними автомобілями AMC з часів AMC Matador (1970-1978 рр.). Раніше це місце в лінійці виробника займали Nash і AMC Ambassador.
Розробку шасі Premier почали, взявши за основу креслення монокока Renault 25. Підвіска автомобіля, запозичена у Renault Medallion (Renault 21), була повністю незалежною, типу Макферсон спереду, торсіонна ззаду, з передніми і задніми стабілізаторами.
Зовнішній вигляд автомобіля розроблявся фірмою Italdesign під керівництвом Джорджетто Джуджаро на основі концептів, розроблених як дизайн-центром AMC, так і сторонніми фірмами. Розроблений кузов Premier мав коефіцієнт аеродинамічного опору 0,31, що було трохи менше, ніж у Ford Taurus 1986 року, автомобіль, широко відомий своєю аеродинамікою. Після фарбування кузова Premier покривалися емаллю з подальшим високотемпературним сушінням і мали гарантію 7 років або 100 000-миль (160 934 км). Автомобіль також мав великий багажник об'ємом 462 л.
Використовуючи новітні технології, інженерам вдалося не тільки створити ефективну оптику, але і полегшити роботу дизайнерам, дотримувалися прямокутних форм. Автомобіль був одним з перших, на який встановлювалися лампи головного світла Valeo з рефлектором складної форми і лінзами.
Автомобіль мав дві комплектації, що комплектувалися різними трансмісіями. Уникаючи французьких двигунів, якими комплектувалися Renault 25, AMC встановило на Premier LX власний 4-циліндровий моновприсковий двигун об'ємом 2,5 л. Двигун мав потужність 111 к.с. при 4750 об./хв. і крутний момент 232 Нм при 2500 об./хв. У парі з двигуном працювала нова 4-швидкісна АКПП з електронним управлінням від ZF Friedrichshafen. Витрата палива за результатами випробувань АООС США склав 11 л/100 км в місті і 7,6 л/100 км на трасі, що при баку автомобіля об'ємом 64 л давало запас ходу 848 км. Доступний для базової LX як опція, стандартним двигуном для дорожчого Premier ES був PRV (Peugeot-Renault-Volvo), версія об'ємом 3,0 л, з багатоточковим уприскуванням, потужністю 150 к.с. при 5000 об./хв. і 232 Нм при 3750 об./хв. У місті автомобіль витрачав 13 л. палива на 100 км. шляху, на трасі - 8,7 л. У заводських випробуваннях на розгін від 0 до 60 миль/год (96 км/год) автомобіль з 2,5 л двигуном показав результат 11,5 сек., з 3,0 л - 10 сек. гарантія на обидва типи шасі становила 7 років або 70 000-миль (112 654 км), що було більше, ніж у будь-якого з конкурентів.
У порівнянні з сучасниками, Premier мав помітно більш просторий салон, дизайном якого займалися працівники AMC під керівництвом Річарда Тіго. Інтер'єр комплектації LX був 6-місним, з переднім сидінням диванного типу (складалося в пропорції 55/45), з кишенями в спинках, заднє сидіння мало викидний підлокітник. У автомобілів ES передні сидіння були роздільними, з регульованими підголівниками, підлокітник розташовувався на центральній консолі. Салон, відповідно, був п'ятимісним. Для моделі LX 5-місний салон був доступний опціонально. Автомобілі ES мали розташоване нижче облицювання кузова, більш жорстку підвіску і шини більшого розміру.
Приладова панель була досить незвичайною на ті часи і була «нафарширована електронікою». Більшість елементів управління було доступно водієві на відстані «витягнутої пальця», не забираючи рук з керма. Важіль коробки передач був досить незвичайним: розташовувався на приладовій панелі і переключався «від керма - до керма» (зазвичай важіль на кермовій колонці рухається по і проти годинникової стрілки). В якості опції існував і варіант з важелем КПП в центральній консолі. Перемикання режимів роботи клімат-контролю здійснювалося кнопками вгору-вниз по колу, поточний режим відображався поряд лампочок. Ці органи управління знаходилися праворуч від керма.
Зліва ж розташовувалося управління світлом і двірниками. Важіль управління поворотниками був також електронним, і повертався в центральне положення відразу після натискання, а поворотники відключалися автоматично після закінчення маневру, з дзвінком. Управління опціонально доступним круїз-контролем було вбудовано в оброблене шкірою кермове колесо. Також варто відзначити, що склоочисники автомобіля мали як підстроювання частоти проходу по склу, так і автоматичний режим, в залежності від кількості води на вітровому склі. При малій кількості води на склі воно очищалося рідко, а якщо автомобіль облило водою з-під коліс, що проїхала повз, очисники працювали постійно. Стереосистема з електронним управлінням встановлювалася стандартно на всі автомобілі.
У 1989 році, після придбання AMC компанією Крайслер, Premier став заміною проекту «авто свободи» (liberty car), довгобуду Крайслера зі створення платформи для їх майбутніх автомобілів.

з боку American Motors виглядала слабкою молодшою сестрою Великий Трійці (General Motors, Ford, Chrysler - прим. пер.), безперестанку збитковою компанією ... Однак, як ми швидко переконалися, це були не збіговисько безмозких невдах, а скоріше морпіхи з острова Уейк: з патронами під кінець, в битві з дуже сильним ворогом, за останні роки вони викотили серію вражаючих продуктів - оновлений
Jeep Wrangler і абсолютно нові Cherokee та Premier ...
Оригінальний текст (англ.)
To the outside world, American Motors had been the Big Three's weak little sister, the perpetually money-losing company... However, what we soon found is that, far from being a bunch of dead-brain losers, the troops of AMC were more like Wake Island Marines: With almost no resources and fighting a vastly superior enemy, they had in recent years rolled out an impressive succession of new products — namely, a new Jeep Wrangler, the all-new Jeep Cherokee, the all-new Premier sedan...
— Б. Лутц
На додаток до свого міжнародного походженням (а до всього іншого, складання автомобілів проводилася в Канаді) Premier був оцінений автомобільною пресою як «автомобіль світового рівня». «Визнаний деякими самим витонченим авто в лінійці Крайслера», Premier пропонував покупцеві «неймовірні 122 куб. фута (3,5 м³) салонного простору, нечувано для пасажирського автомобіля середніх розмірів» і «європейське управління». Автомобіль став «останнім нащадком союзу AMC-Renault» і новою машиною, що в'їхала на ринок «з прекрасним приданим, як не глянь. Вона мала найпотужніші стандартні двигуни в своєму класі, новітню електроніку, на межі мистецтва, і збірку на новітнішому заводі в світі».

## Двигуни
- 2.5 L AMC I4
- 3.0 L PRV V6